# Wissenschaftliche Kommission Niedersachsen
Die Wissenschaftliche Kommission Niedersachsen (WKN) ist ein unabhängiges Expertengremium, das die Niedersächsische Landesregierung und Wissenschaftseinrichtungen in Fragen der Wissenschafts- und Forschungspolitik berät. Die WKN wurde im Oktober 1997 auf der Grundlage eines Kabinettsbeschlusses und in Abstimmung mit der Landeshochschulkonferenz auf Dauer eingerichtet. Ziel der WKN ist die Stärkung der Konkurrenzfähigkeit des Wissenschaftsstandorts Niedersachsen im nationalen und internationalen Kontext.

## Aufgaben
Die zentralen Aufgaben der WKN liegen im Bereich Qualitätsbewertung und -sicherung. Ihre Arbeit gliedert sich in die folgenden Tätigkeitsfelder:
Empfehlungen zu wissenschaftspolitischen Themen
Zu den ständigen Aufgaben der WKN gehört die Auseinandersetzung mit aktuellen wissenschaftspolitischen Themen. Dazu zählen die Analyse politischer Diskussionen und von Positionen relevanter Akteure zu diesen Themen sowie die Einschätzung der Bedeutung für die Wissenschaftslandschaft in Niedersachsen. Hierfür werden von der WKN Arbeits- oder Evaluationskommissionen eingesetzt, deren Berichte von ihr diskutiert und anschließend verabschiedet werden.
Fächerbezogene Forschungs- und Strukturevaluationen
Von 1999 bis 2007 begutachtete die WKN mit landesweiten Forschungsevaluationen fast alle an den niedersächsischen Universitäten vertretenen Fächer. Mit der Erarbeitung der letzten fachbezogenen Zwischenberichte über die Umsetzung der Empfehlungen im Jahr 2013 fanden diese systematischen Evaluationen ihr Ende. Anschließend hat die WKN beschlossen, fachbezogene Forschungsevaluationen nicht mehr durchgängig, sondern anlassbezogen durchzuführen. Dazu wurde ein Monitoringsystem entwickelt. Dieses hat das Ziel, zur flächendeckenden Sicherung der Forschungsqualität beizutragen, indem regelmäßig Entwicklungspotenziale und -bedarfe an den niedersächsischen Universitäten identifiziert und fallangemessene Folgemaßnahmen (i. d. R. Evaluation einer bestimmten Fachdisziplin) eingeleitet werden. Von 2015 bis 2017 wurde zudem erstmals seit Gründung der WKN eine Evaluation der Forschung an Fachhochschulen durchgeführt.
Institutsbezogene Forschungs- und Strukturevaluationen
Neben fachbezogenen Evaluationen widmet sich die WKN auch institutionellen Evaluationen sowie der Bewertung von Entwicklungskonzepten einzelner oder mehrerer Einrichtungen. Diese sind anlassbezogen, da sie eine oder mehrere niedersächsische Wissenschaftseinrichtungen in einer konkreten Planungs- oder Restrukturierungssituation betreffen und von den Institutionen selber oder dem Niedersächsischen Ministerium für Wissenschaft und Kultur (MWK) angestoßen werden. Ziel der Evaluationen ist es, die für die Weiterentwicklung der Einrichtungen notwendigen Entscheidungsprozesse der Institutionen selbst und auch von der Politik durch Empfehlungen externer Expertisen im Sinne des unbefangenen „Blicks von außen“ zu verbessern.
Begutachtungen von Anträgen auf Forschungsförderung und Auswahlverfahren
Seit Gründung der WKN gehört es zu ihren Aufgaben, für Anträge auf Mittel aus dem Niedersächsischen Vorab der VolkswagenStiftung oder anderen Landesmitteln Begutachtungsverfahren im Auftrag des Niedersächsischen Ministeriums für Wissenschaft und Kultur (MWK) durchzuführen, sofern das Antragsvolumen 250.000 Euro übersteigt oder die geplanten Vorhaben von besonderer struktureller Bedeutung für den Wissenschaftsstandort Niedersachsen sind. Dabei handelt es sich sowohl um Anträge auf Forschungsförderung, die unabhängig von themenspezifischen Programmen gestellt werden können, als auch um wettbewerbliche Ausschreibungen zu spezifischen Themenfeldern.
Auswahlverfahren für wissenschaftliche Preise
Die WKN führt Auswahlverfahren für wissenschaftliche Preise durch. Für die wettbewerblichen Verfahren werden Kommissionen, bestehend aus Experten, eingesetzt. Das Ergebnis wird über den Vorsitz der WKN an die jeweilige auslobende Instanz übermittelt. Die WKN ist seit 2012 mit der Auswahl des Norddeutschen Wissenschaftspreises und seit 2013 mit der Auswahl des Wissenschaftspreises Niedersachsen betraut.
Sonstiges: Transfer und Vernetzung
Die Geschäftsstelle der WKN stellt den Transfer der Arbeitsergebnisse an die Fachöffentlichkeit und eine breitere Öffentlichkeit durch Publikationen und die Vernetzung mit relevanten Institutionen sicher.

## Mitglieder, Koordinierungsgruppe und Geschäftsstelle
Die WKN hat siebzehn Mitglieder, davon dreizehn mit Stimmrecht und sechs mit beratender Funktion. Die stimmberechtigten Mitglieder sind renommierte Wissenschaftler, die außerhalb Niedersachsens tätig sind und die gemeinsam ein möglichst breites Spektrum der großen Wissenschaftsbereiche (Natur-, Ingenieur-, Lebens-, Sozial- und Geisteswissenschaften) abdecken. Die beratenden Mitglieder sind hochrangige Vertreter niedersächsischer Institutionen aus den Bereichen Wissenschaft, Gesellschaft/Wirtschaft und Politik.
Seit dem 1. Juni 2024 ist die Soziologin Jutta Allmendinger Vorsitzende der WKN; sie war von 2007 bis 2024 Präsidentin des Wissenschaftszentrums Berlin für Sozialforschung (WZB) und Professorin an der Humboldt-Universität zu Berlin. Allmendinger löste Ferdi Schüth, Direktor am Max-Planck-Institut für Kohlenforschung, ab, der den WKN-Vorsitz seit Januar 2016 innehatte.
Eine Koordinierungsgruppe stimmt die Durchführung der Begutachtungsverfahren ab und ist für die Sicherstellung der verfahrensüblichen Standards verantwortlich. Sie besteht aus dem Vorsitz der WKN, Vertretern der Landeshochschulkonferenz des Landes Niedersachsen (LHK), drei Vertretern des Niedersächsischen Ministeriums für Wissenschaft und Kultur (MWK) sowie als Gast der Wissenschaftlichen Leiterin bzw. dem Wissenschaftlichen Leiter der Zentralen Evaluations- und Akkreditierungsagentur (ZEvA).
Die Kommission wird unterstützt durch eine Geschäftsstelle mit neun Mitarbeitern, die von Generalsekretär Michael Bruno Klein geleitet wird. Der Sitz der Geschäftsstelle ist Hannover.

## Liste der stimmberechtigten Mitglieder
- Jutta Allmendinger (Vorsitz)
- Kerstin Bilda
- Jörg Debatin
- Katharina Hölzle
- Kristian Kersting
- Oliver Kraft
- Ethel Matala de Mazza
- Petra Stanat
- Jens Südekum
- Gyburg Uhlmann
- Nicole van Dam
- Christian von Coelln
- Detlef Weigel